# Amblypsilopus tumidus
Amblypsilopus tumidus är en tvåvingeart som först beskrevs av Hardy 1959.  Amblypsilopus tumidus ingår i släktet Amblypsilopus och familjen styltflugor. Inga underarter finns listade i Catalogue of Life.